# 里弗本德洛奇 (加利福尼亞州)
里弗本德洛奇（英語：River Bend Lodge）是位於美國加利福尼亞州河濱縣的一個非建制地區。該地的面積和人口皆未知。

## 地理
里弗本德洛奇的座標為33°52′10″N 114°31′36″W / 33.86944°N 114.52667°W，而該地的平均海拔高度為927米（即3041英尺）。